# Dexia/Van Steenhoven arrest
Het Dexia/ Van Steenhoven arrest is een arrest van de Hoge Raad der Nederlanden, dat van belang is gebleken voor de reikwijdte van het inzagerecht.
Het betreft een arrest in het kader van bescherming van persoonsgegevens.
De Hoge raad geeft in dit arrest factoren aan voor de juridische beoordeling inzake de rechtsopvatting over het inzagerecht van persoonsgegevens.
In dit arrest geeft de Hoge Raad een beoordeling of iemand (die persoon wordt ''betrokkene" genoemd) bij een bedrijf of instelling (wordt de "verantwoordelijke" genoemd) om inzage van zijn persoonsgegevens verzoekt, enkel recht heeft op een summiere opsomming van zijn NAW gegevens, of dat deze persoon ook het recht heeft op afschriften van documenten waarin zijn persoonsgegevens zijn verwerkt, mits dat redelijkerwijs van de verwerkingsverantwoordelijke kan worden gevergd.
De Raad van State was van mening dat het inzagerecht geen recht gaf op afgifte van bescheiden, maar alleen recht gaf op een overzicht van de daarin verwerkte persoonsgegevens. De Hoge Raad gaf echter in dit arrest aan dat het inzagerecht een ruimere strekking kent, waarbij de verantwoordelijke alle relevante informatie over de betrokkene moet verschaffen, hetgeen afhankelijk van de omstandigheden kan geschieden door het verstrekken van afschriften, kopieën of uittreksels.
Het recht op inzage is echter niet onbegrensd en niet absoluut. Er kunnen beperkingen zijn als een aanvraag bijvoorbeeld de rechten van anderen schaadt of als de organisatie een wettelijke plicht heeft om bepaalde stukken geheim te houden. (bijvoorbeeld in het kader van het verschoningsrecht)
| Dexia/van Steenhoven-arrest | |
| Datum                       | 29-06-2007 |
| Partijen                    | DEXIA BANK NEDERLAND N.V., advocaten: mr. R.S. Meijer en mr. B.T.M. van der Wiel, t e g e n Van Steenhoven advocaat: mr. H.J.W. Alt. |
| Instantie                   | Hoge Raad der Nederlanden |
| Rechters                    | D.H. Beukenhorst, J. Numann, A. Hammerstein, J.C. van Oven en W.D.H. Asser. |
| Soort zaak                  | civiel |
| Procedure                   | cassatie |
| Onderwerp                   | Bescherming persoonsgegevens. |
| Vindplaats                  | LJN/ECLI: LJN AZ4663 thans: ECLI:NL:HR:2007:AZ4663 Vindplaatsen: - RvdW 2007, 631 - WBP 2009/160 - JE 2008, 55 - NJB 2007, 1592 - JOL 2007, 474 - JWB 2007/244 - NJ 2007/638 met annotatie van E.J. Dommering - JBP 2023/192 met annotatie van mr. drs. M. Jansen - Brightmine 2011-365733 - Hoge raad 29-06-2007, R06/045HR ( met noot E.J. Dommering) |
|                             | Zaaknummer: R06/045HR |

## Casus

##### HR 29 juni 2007 (R06/045HR, LJN AZ4663)
Het betrof een arrest in het kader van Bescherming persoonsgegevens met als onderwerp een vordering op de voet van art. 46 lid 1 Wet bescherming persoonsgegevens (Wbp) tot bevel aan een bank om inzage te verlenen, in en afschriften te verstrekken van alle op een voormalige cliënt betrekking hebbende persoonsgegevens alsmede volledige informatie te verstrekken over hun herkomst en het doel van de verwerking van deze gegevens die bij de bank in bestanden waren opgeslagen. 
In dit arrest kwam onder andere aan de orde: 
- ruime uitleg art. 35 Wbp,
- verplichting bank kopieën bescheiden en transcripties van telefoongesprekken te verstrekken;
- misbruik van bevoegdheid?;
- doorkruising van art. 843a Rv.?;
- richtlijnconforme interpretatie;
- rechtsstrijd van partijen in hoger beroep.

Van Steenhoven procederend in persoon bij rechtbank en gerechtshof werd in cassatie bijgestaan door mr. Alt. De  advocaat-generaal bij het parket bij de Hoge Raad der Nederlanden (A G) in deze cassatiezaak was mr. D.W.F. Verkade. In deze zaak was Van Steenhoven de formele verzoeker die zelf het inzageverzoek indiende én de procedure voerde. Van Steenhoven trad in deze verzoekschriftprocedure daadwerkelijk in persoon op bij de rechtbank en bij het gerechtshof en werd eerst in cassatie bijgestaan door mr. D.H. Alt als advocaat bij de Hoge Raad.
Dit arrest van de Hoge Raad heeft de reikwijdte van het inzagerecht (destijds  onder de Wet bescherming persoonsgegevens Wbp) fundamenteel verduidelijkt en aanzienlijk verruimd. Deze voormalig cliënt van Dexia Bank Nederland N.V. verzocht op grond van artikel 35 Wbp om inzage in alle persoonsgegevens die de bank over hem had verzameld.
Het verzoek van betrokkene omvatte ook kopieën van brieven, transcripties van telefoongesprekken en andere documenten waarin zijn gegevens voorkwamen.
De Hoge Raad oordeelde dat het inzagerecht niet beperkt is tot een opsomming van gegevens maar ook het verstrekken van afschriften van onderliggende documenten waarin deze persoonsgegevens zijn verwerkt.[^1]
Het arrest bevestigde een ruime uitleg van het begrip persoonsgegevens in de zin van, dat er geen motief nodig is voor een inzageverzoek [^2], dat het inzagerecht niet mag worden beperkt op basis van vermeend misbruik van recht [^3], dat artikel 35 Wbp een zelfstandige grondslag is en niet doorkruist wordt door civielrechtelijke bepalingen zoals artikel 843a Rv.[^4] en dat een betrokkene recht heeft op een volledig overzicht.
- Ruime uitleg van het begrip ‘persoonsgegeven’ Ook interne documenten, zoals notities en correspondentie, vallen onder het inzagerecht als ze herleidbaar zijn tot de betrokkene.
- Geen motief vereist voor inzageverzoek De betrokkene hoeft geen reden op te geven voor het verzoek. Het recht op inzage staat op zichzelf en mag niet worden beperkt vanwege vermeend misbruik, tenzij sprake is van uitzonderlijke omstandigheden.
- Misbruik van recht wordt niet snel aangenomen Het feit dat een verzoek mogelijk verband houdt met een civielrechtelijk geschil (zoals schadevergoeding) betekent niet automatisch dat sprake is van misbruik van het inzagerecht.
- Verantwoordelijkheid van verwerkingsverantwoordelijke De verwerkingsverantwoordelijke (in dit geval Dexia) moet een volledig overzicht geven van alle verwerkte persoonsgegevens, ook als deze via interne communicatie zijn ontstaan.

## Procesverloop
Verzoekschriftprocedure op grond van de Wbp → daarom mocht Van Steenhoven ook in hoger beroep in persoon procederen.
Waarom geen vernietiging maar een verwerping van het beroep Dexia?
In het arrest van HR 29 juni 2007 (ECLI:NL:HR:2007:AZ4663) oordeelde de Hoge Raad dat het hof blijk had gegeven van een juiste rechtsopvatting over artikel 35 Wbp. Hoewel de A-G adviseerde tot vernietiging van de beslissing van het gerechtshof te 's-Hertogenbosch, omdat het hof buiten de grenzen van de rechtsstrijd was getreden, koos de Hoge Raad in dit geval (in tegenstelling tot zaaknummer R06/046HR) voor een andere route.
De Hoge Raad verwierp het beroep van Dexia en liet het arrest van het hof in stand en voegde hiermee een belangrijke rechtsopvatting toe over de reikwijdte van het inzagerecht door te oordelen dat het inzagerecht ook het recht op afschriften van documenten omvat waarin persoonsgegevens zijn verwerkt, mits dat redelijkerwijs van de verwerkingsverantwoordelijke kan worden gevergd.

## Voorloper op de Algemene Verordening Gegevensbescherming (AVG).
De ruime uitleg van het begrip ‘persoonsgegeven en de verplichting tot transparantie vormden een juridische voorloper van de Algemene Verordening Gegevensbescherming (AVG), die pas jaren later in werking trad.
Dit arrest veranderde de spelregels voor hoe burgers hun privacy rechten konden uitoefenen en legde de basis voor een meer open en controleerbare gegevensverwerking.
Hoewel de Algemene Verordening Gegevensbescherming (AVG) pas in 2018 van kracht werd, was het arrest van de Hoge Raad in 2007 al een duidelijke voorbode. Het legde namelijk principes bloot die later centraal kwamen te staan in de AVG, zoals:
- Ruim en materieel inzagerecht. De gedachte dat je als betrokkene niet alleen een “kale“ lijst van persoonsgegevens mag opvragen, maar ook interne documenten waarin je (persoonsgegevens) wordt besproken, sloot aan bij de latere nadruk op transparantie en recht op toegang onder de AVG (artikel 15).
- Geen motief vereist. De erkenning dat je geen specifieke reden hoeft te geven om inzage te vragen, sluit aan bij het fundamentele karakter van privacy rechten: ze gelden omdat je mens bent, niet omdat je eerst iets moet bewijzen.
- Misbruik van recht wordt niet snel aangenomen. Onder de AVG is het legitiem om je rechten aan te wenden als je vermoedt dat er iets misgaat — ook al zou je daar eventueel civielrechtelijke motieven bij hebben. Dit arrest opende juist die deur.
- Voorbeeldwerking in interpretatie. Nederlandse rechters kregen tot 2018 een interpretatiekader dat vooruitliep op de bredere uitleg van “persoonsgegeven” en “verwerking” zoals die (later) in de AVG zijn opgenomen.

De ruime interpretatie in dit arrest was destijds baanbrekend en legde een juridische basis voor transparantie en verantwoordingsplicht van gegevensverwerkers, die ook buiten de financiële sector, zoals de de medische sector van toepassing is.
Het arrest versterkte het recht van patiënten en andere betrokkenen om hun gegevens te kunnen controleren, ook in complexe of medische aansprakelijkheidskwesties.
Het arrest heeft indirect invloed gehad op medische casussen waarin het inzagerecht centraal staat — vooral wanneer patiënten toegang willen tot hun medische gegevens of documenten die over hen zijn opgesteld door zorginstellingen of verzekeraars.

## Juridische impact en verbinding met de AVG
- Arrest gaf ruime interpretatie aan ‘inzagerecht’ en ‘persoonsgegevens’.
- Legde nadruk op transparantie en controleerbaarheid van gegevensverwerking.
- Werd later versterkt en gecodificeerd in artikel 15 van de AVG.
- Wordt gezien als een juridische voorloper en fundament onder het Europese privacyrecht.

## Invloed op de AVG
Met de invoering van de Algemene Verordening Gegevensbescherming (AVG) in 2018 kreeg het inzagerecht een sterkere codificatie in artikel 15 AVG. De principes uit R06/045HR zijn daar terug te vinden: 
- Recht op kopieën van persoonsgegeven

- Uitleg over verwerkingsdoelen
- Informatie over ontvangers van gegevens
- Herkomst van gegevens indien deze niet van de betrokkene zelf komen

Dit arrest is dus géén formeel onderdeel van de totstandkoming van de AVG, maar geldt wel als juridische voorloper die de interpretatie van het inzagerecht in de praktijk heeft beïnvloed. Het liet zien hoe belangrijk het is om burgers reële controle te geven over hun gegevens en dat is uiteindelijk waar de AVG in de kern voor staat. Dit arrest uit 2007 heeft het begrip ‘persoonsgegeven’ en ‘inzage’ ruim geïnterpreteerd en de basis gelegd voor de zelfstandige uitoefening van privacy rechten. Aangetoond werd dat inzagerecht ook in juridische procedures gebruikt mag worden. De nadruk gelegd op transparantie en verantwoordingsplicht van gegevensverwerkers. Deze principes werden later volledig geïntegreerd in de AVG, met name in artikel 15 over het recht van inzage en artikel 5 over beginselen van gegevensverwerking.
Dit arrest vormde een bouwsteen voor wat later zou uitgroeien tot de AVG. Hoewel de Algemene Verordening Gegevensbescherming (AVG) pas in 2018 van kracht werd, was het arrest van de Hoge Raad in 2007 al een duidelijke voorbode. Het legde namelijk principes bloot die later centraal kwamen te staan in de AVG, zoals: Ruim en materieel inzagerecht. De gedachte dat je als betrokkene niet alleen een beperkte lijst van persoonsgegevens mag opvragen, maar ook interne documenten en de context daarvan  waarin je wordt besproken, sloot perfect aan bij de latere nadruk op transparantie en recht op toegang onder de AVG (artikel 15). 

#### Geen motief vereist.
Het inzagerecht wordt vooronderstelt. De erkenning dat je geen specifieke reden hoeft te geven om inzage te vragen, sluit aan bij het fundamentele karakter van privacy rechten: ze gelden omdat je mens bent, niet omdat je eerst iets moet bewijzen. Misbruik van recht wordt niet snel aangenomen als je niet verplicht bent om de reden van inzage te vermelden. Onder de AVG is het legitiem om je rechten aan te wenden als je vermoedt dat er iets misgaat ook al zou je daar eventueel civielrechtelijke motieven bij hebben. Dit arrest opende met name die deur.
Onderstaande korte juridische tijdlijn laat zien hoe het HR-arrest uit 2007 de weg plaveide naar de AVG
Jaar - Gebeurtenis - Juridische betekenis
- 2000 - Inwerkingtreding Wbp (Wet bescherming persoonsgegevens) -  Eerste Nederlandse wet voor bescherming van persoonsgegevens, gebaseerd op EU-richtlijn 95/46/EG
- 2007 - Arrest /Dexia/Van Steenhoven door de Hoge Raad. -  Inzagerecht uitgebreid naar interne documenten, geen motief vereist, geen misbruik bij civiele inzet.
- 2016 -  Publicatie van de AVG EU-wijde verordening ter vervanging van nationale wetten als de Wbp versterking van transparantierechten 2018 Inwerkingtreding van de AVG. - Inzagerecht uit HR-arrest bevestigd, recht op kopie, uitleg over verwerking, en informatie over ontvangers van gegevens.

## Waarom was het HR-arrest van 29 juni 2007 belangrijk?
Het arrest van de Hoge Raad in de zaak Dexia /Van Steenhoven betekende een juridische doorbraak in het Nederlandse privacy recht. Enkele redenen waarom het arrest als baanbrekend wordt beschouwd op het gebied van inzage:
- Ruime interpretatie van het inzagerecht;
- Interne notities;
- Toegankelijk opgeslagen bestanden;
- Opgenomen telefoongesprekken;
- Correspondentie waarin de betrokkene wordt besproken.

Kortom: Dit betekende dat organisaties veel meer informatie moesten verstrekken dan voorheen werd aangenomen en dat er geen motief vereist is voor een inzageverzoek. De Hoge Raad maakte duidelijk dat een verzoeker géén belang hoeft aan te tonen. Dit versterkte het zelfstandige karakter van het inzagerecht en sloot aan bij het transparantiebeginsel van de Wbp. Geen misbruik bij civielrechtelijke inzet, zelfs als het inzagerecht gebruikt zou gaan worden om bewijs te verzamelen voor een civiele procedure (zoals schadevergoeding), is dat géén misbruik van recht. Dit opende de deur voor burgers om hun privacy rechten strategisch in te zetten. 

## Strategische inzet
Door eerst het inzagerecht AVG in te zetten, kun je al veel informatie boven tafel krijgen zonder kosten of procederen. Als dat niet voldoende blijkt, is de exhibitieplicht je tweede verdedigingslinie — krachtiger, want dit gaat via de rechter, maar is ook zwaarder qua inzet.
| Aspect      | Inzagerecht (AVG)                                  | Exhibitieplicht (Rv)                                 |
| Rechtsgrond | Artikel 15 AVG                                     | Artikel 843a Rv (tot 2025), nu artikelen 194–195a Rv |
| Doel        | Transparantie over verwerking van persoonsgegevens | Verkrijgen van bewijsstukken in civiele procedures   |
| Initiatief  | Door de betrokkene (bijv. consument)               | Door een procespartij                                |
| Toepassing  | Buiten rechte, op basis van privacywetgeving       | Binnen of voorafgaand aan civiele procedures         |
| Reikwijdte  | Persoonsgegevens van de verzoeker                  | Bescheiden over een rechtsbetrekking                 |
| Beoordeling | Geen rechter nodig (tenzij geweigerd)              | Rechterlijke toetsing vereist (voorheen)             |

Hoe verhouden ze zich tot elkaar?
- Het inzagerecht onder de AVG is een recht dat voortvloeit uit privacywetgeving. Het is dus geen civielrechtelijk bewijsinstrument.
- De exhibitieplicht is juist een procesrechtelijk middel om bewijs te verkrijgen in een geschil.
- Toch kunnen ze in de praktijk overlappen: een persoon kan via het inzagerecht proberen documenten te verkrijgen die ook relevant zijn als bewijs in een civiele procedure.

In recente wetswijzigingen (Wet modernisering bewijsrecht, per 1 januari 2025) is het inzagerecht in het Rv verbreed en vereenvoudigd, en kwam het qua toegankelijkheid dichter bij het AVG-inzagerecht te liggen.

## CRIF-arrest van het HvJ
Later in 2023 volgde het CRIF-arrest van het HvJ waarbij werd bepaald dat de betrokkene geen recht heeft op een ''echte''  kopie van een document, maar een getrouwe reproductie verkrijgt van zijn of haar – in ruime zin opgevatte – persoonsgegevens die door de verwerkingsverantwoordelijke zijn bewerkt op een manier die als verwerking moet worden aangemerkt.
Het CRIF-arrest van het Hof van Justitie van de Europese Unie (HvJ EU) werd gewezen op 4 mei 2023 in zaak C‑487/21. (volledige arrest is te raadplegen via CURIA, de officiële jurisprudentiedatabase van het HvJ EU.)
Het arrest verduidelijkt artikel 15 lid 3 van de AVG, dat gaat over het recht op een kopie van persoonsgegevens die worden verwerkt. De HvJ EU stelt:
- Het recht op een “kopie” betekent meer dan een lijst of samenvatting van gegevens.
- Een betrokkene heeft recht op een getrouwe reproductie van de persoonsgegevens, inclusief de context waarin ze voorkomen.
- Dit kan betekenen dat een organisatie volledige documenten of uittreksels moet verstrekken waarin de persoonsgegevens zijn opgenomen, als dat nodig is om het recht op inzage effectief te maken.

Het Hof benadrukt dat een algemene opsomming van categorieën gegevens onvoldoende is. De betrokkene moet kunnen nagaan of de gegevens juist zijn en rechtmatig worden verwerkt. Daarvoor is soms de volledige context nodig, zoals die blijkt uit documenten of databankuittreksels.

## Voorbeeld van medische toepassing van het inzagerecht
Een relevante zaak is HR 1 december 2023, ECLI:NL:HR:2023:1670, waarin de Hoge Raad oordeelde over het recht van een patiënt op inzage in een medisch advies, dat was opgesteld door een medisch adviseur in opdracht van een ziekenhuis of aansprakelijkheidsverzekeraar.
Casus: Een patiënt stelde een zorginstelling aansprakelijk voor medisch onzorgvuldig handelen. De instelling schakelde een medisch adviseur in om een advies op te stellen.
Rechtsvraag: Heeft de patiënt recht op inzage in dat medisch advies?
Uitkomst: De Hoge Raad oordeelde dat het medisch advies in dit specifieke geval niet onder het inzagerecht viel, omdat het was opgesteld in het kader van juridische verdediging en dus niet onder de geneeskundige behandelingsovereenkomst viel. Het inzagerecht is dus niet absoluut. Het verschoningsrecht van een advocaat bijvoorbeeld is een belangrijk recht dat prevaleert boven het inzagerecht omdat dat ervoor zorgt dat de communicatie tussen advocaat en zijn cliënt vertrouwelijk is en beschermd wordt.

## Waarom R06/045HR medisch gezien juridisch relevant is
Het arrest uit 2007  - R06/045HR -  heeft de reikwijdte van artikel 35 Wbp (nu AVG) verruimd en bevestigd dat ook documenten/afschriften waarin persoonsgegevens zijn vervat onder het inzagerecht kunnen vallen. Dat principe wordt in medische contexten vaak aangehaald, bijvoorbeeld bij verzoeken om inzage in:
- Medische dossiers
- Correspondentie tussen artsen en verzekeraars
- Transcripties van gesprekken over medische behandeling

Hoewel het arrest uit 2007 ging over bankgegevens, is het later gebruikt als precedent in medische zaken waarin patiënten inzage eisen in documenten zoals medische adviezen of correspondentie tussen zorgverleners en verzekeraars.
Hoewel het oorspronkelijke arrest van Dexia/Van Steenhoven uit 2007 draaide om een verzoek tot inzage bij een bank, heeft het een brede impact gehad op het recht op inzage van persoonsgegevens, ook nu nog binnen de medische wereld. Denk bijvoorbeeld aan situaties waarin een patiënt: 
- Toegang wil tot zijn medisch dossier.
- Inzage eist in interne adviezen van een medisch adviseur.
- Wil weten wat een zorginstelling met zijn gegevens heeft gedaan, bijvoorbeeld in het kader van een aansprakelijkstelling.

### Medisch relevante uitspraak uit 2023: HR 1 december 2023 (ECLI:NL:HR:2023:1670)
Op 1 december 2023 (ECLI:NL:HR:2023:1670) werd het arrest uit 2007  - R06/045HR - aangehaald in de beoordeling of een medisch advies onder het inzagerecht viel.[^5]
- Casus: Een patiënt stelde een ziekenhuis aansprakelijk voor een medische fout. De verzekeraar liet door een medisch adviseur een advies opstellen over de kwestie.
- Vraag: Heeft de patiënt recht op dat medisch advies onder het inzagerecht?
- Toepassing van R06/045HR: In de discussie werd het Dexia/Van Steenhoven arrest aangehaald om te onderbouwen dat ook documenten waarin persoonsgegevens staan (zoals medische adviezen) onder het inzagerecht vallen.
- Uitspraak HR: De Hoge Raad oordeelde toen dat een intern medisch advies, opgesteld ter voorbereiding op juridische verdediging, géén deel uitmaakte van de behandelrelatie en dus buiten het inzagerecht viel. In dit specifieke geval werd het inzageverzoek dus afgewezen, omdat het medisch advies was opgesteld voor juridische verdediging en dus niet onderdeel uitmaakte van de geneeskundige behandeling.

### Wat betekent dit voor de praktijk?
Conform het arrest R06/045HR is de lijn van de Hoge Raad dat:
- Persoonsgegevens: Zijn niet alleen kale gegevens, maar ook documenten in de context waarin ze voorkomen.
- Kern van het arrest R06/045HR:  De Hoge Raad oordeelde dat artikel 35 van de toenmalige Wet bescherming persoonsgegevens (Wbp) ruim moet worden uitgelegd. Personen hebben recht op een volledig overzicht van hun persoonsgegevens én op afschriften van documenten, transcripties en herkomstinformatie waarin die gegevens voorkomen.
- Volledig overzicht : Indien de verantwoordelijke besluit in eerste instantie met een overzicht te werken, dient dit overzicht inzicht te geven in de aanwezige stukken, omdat anders de betrokkene niet gericht kan aangeven welke stukken hij wil inzien.
- Medische dossiers, adviezen, e-mails en gespreksverslagen: Kunnen onder het inzagerecht vallen — tenzij er een andere juridische grond is die inzage blokkeert (zoals processtrategie of juridische verdediging).
- Medische relevantie: Hoewel het arrest betrekking had op een bank (Dexia), is het mede richtinggevend voor medisch-juridische situaties waarin patiënten inzage eisen in medische documenten, adviezen of communicatie. In latere zaken, zoals HR 1 december 2023 (ECLI:NL:HR:2023:1670), werd het arrest gebruikt als onderbouwing bij de vraag of een medisch advies opgesteld door een externe arts in opdracht van een zorginstelling onder het inzagerecht valt.

Het arrest R06/045HR wordt in diverse juridische bronnen en commentaren aangehaald vanwege zijn invloed op het inzagerecht onder de Wbp.
Hier zijn enkele plekken waar je verwijzingen naar dit arrest kunt vinden:

## Juridische literatuur en commentaren
- InView publiceert een uitgebreide samenvatting van het arrest, inclusief de inhoudelijke kernpunten zoals de ruime uitleg van artikel 35 Wbp, de verplichting tot verstrekking van kopieën en transcripties, en het oordeel over vermeend misbruik van recht.
- Rechtspraak.nl bevat de volledige uitspraak en wordt vaak als primaire bron gebruikt in juridische publicaties en annotaties.
- Annotaties in vakbladen zoals: NJB (Nederlands Juristenblad)Privacy & Informatie.
- Computerrecht Deze tijdschriften hebben in de jaren na 2007 regelmatig verwezen naar dit arrest in het kader van privacyrecht en bewijsvergaring.
- Leidraad voor juridische auteurs (zoals besproken op Scribbr) geeft voorbeelden van hoe dit arrest correct geciteerd wordt in juridische teksten, inclusief annotaties en conclusies van de advocaat-generaal.
- AVDR Webinar Zie Actualiteiten en Jurisprudentie Burgerlijk procesrecht College VI AVDRWEBINARS.NL Spreker Mr. J.P.D. van de Klift, advocaat Ploum Lodder Princen 6 december 2012 15:00-17:15 uur vanaf blad 137 tot aan blad 244. Prof. dr. P.J.A. de Hert, prof. dr. M. Hildebrandt, prof. dr. S. Gutwirth en R. Saelens. ‘’De WBP na de Dexia-uitspraken’’( P&I Afl. 4 augustus 2007, P I 0 70 4 2 0 0 70 717 M W pr .1 ) Deze bijdrage kadert in een GOA-project getiteld Law and Autonomic Computing, uitgevoerd door medewerkers van het Centrum voor Law, Science and Technology Studies (LSTS) van de Vrije Universiteit Brussel.
- ‘’Nogmaals de WBP en de winstverdubbelaar” van mr. G.J. Zwenne, hoofddocent bij, het Centrum voor Recht in de Informatiemaatschappij van de Universiteit Leiden, artikel in Computerrecht 2007, 172.